# Андреа Бекалі
Андреа Бекалі (ісп. Andrea Becali, 24 квітня 2004) — кубинська плавчиня. Учасниця змагань на 200 метрів на спині на Чемпіонаті світу з плавання на короткій воді 2018 в Ханчжоу (Китай), де посіла 29-те місце і не потрапила до фіналу. Учасниця Чемпіонату світу з водних видів спорту 2022, де на дистанціях 100 метрів на спині посіла 32-ге місце, а на 200 метрів на спині її дискваліфіковано.